# Triple Alianza (1668)
La Triple Alianza de 1668 fue una coalición formada por Inglaterra, Suecia y las Provincias Unidas para detener la expansión francesa bajo el reinado de Luis XIV que se estaba produciendo en la Guerra de Devolución. La alianza nunca llegó a combatir con armas a Francia, puesto que su formación fue una amenaza suficiente para que Luis XIV detuviera su ataque y firmara el tratado de Aquisgrán.
La Triple Alianza fue cerrada en el 23 de enero de 1668 en La Haya.

## Enlaces
- Tratado en que se acuerda la formación de la alianza (inglés).

- Datos: Q2198292